# Hephaestus adamsoni
A Hephaestus adamsoni  a sugarasúszójú halak (Actinopterygii) osztályába a sügéralakúak (Perciformes) rendjébe és a Terapontidae családjába tartozó faj.

## Előfordulása
Pápua Új-Guinea területén található Kutubu-tóban és a Kikori folyóban honos. A természetes élőhelye trópusi édesvizek.

## Megjelenése
Maximális testhossza 40 centiméter.